# Norberto Oliosi
Norberto Oliosi (Bracciano, 1º dicembre 1945 – Roma, 29 luglio 2020) è stato un velocista italiano.
Vinse la medaglia d'argento con la staffetta 4×100 metri ai Campionati europei del 1974.

## Biografia
Assieme a Vincenzo Guerini, Luigi Benedetti e Pietro Mennea, Norberto Oliosi si aggiudicò la medaglia d'argento con la staffetta 4x100 metri ai campionati europei di atletica leggera a Roma nel 1974.
Nel 1971 aveva vinto il titolo italiano nei 100m piani ai campionati italiani di atletica leggera.
Nel 1997 fu onorato coll'Ordine al merito della Repubblica italiana.